# ASM-135 ASAT
ASAT ([ˈeɪsat] чит. «Э́йсат», от акр. Anti-Satellite, войсковой индекс — ASM-135) — американская противоспутниковая ракета воздушного базирования (под размещение на внешней подвеске истребителя-перехватчика F-15). Предназначалась для уничтожения советских спутников при помощи кинетического поражающего элемента. Была разработана компанией LTV Aerospace по заказу ВВС США. В двухступенчатой двигательной установке ракеты применялся разгонный двигатель от УРВП SRAM и маршевый двигатель ракетной ступени Vought Altair III.

## История

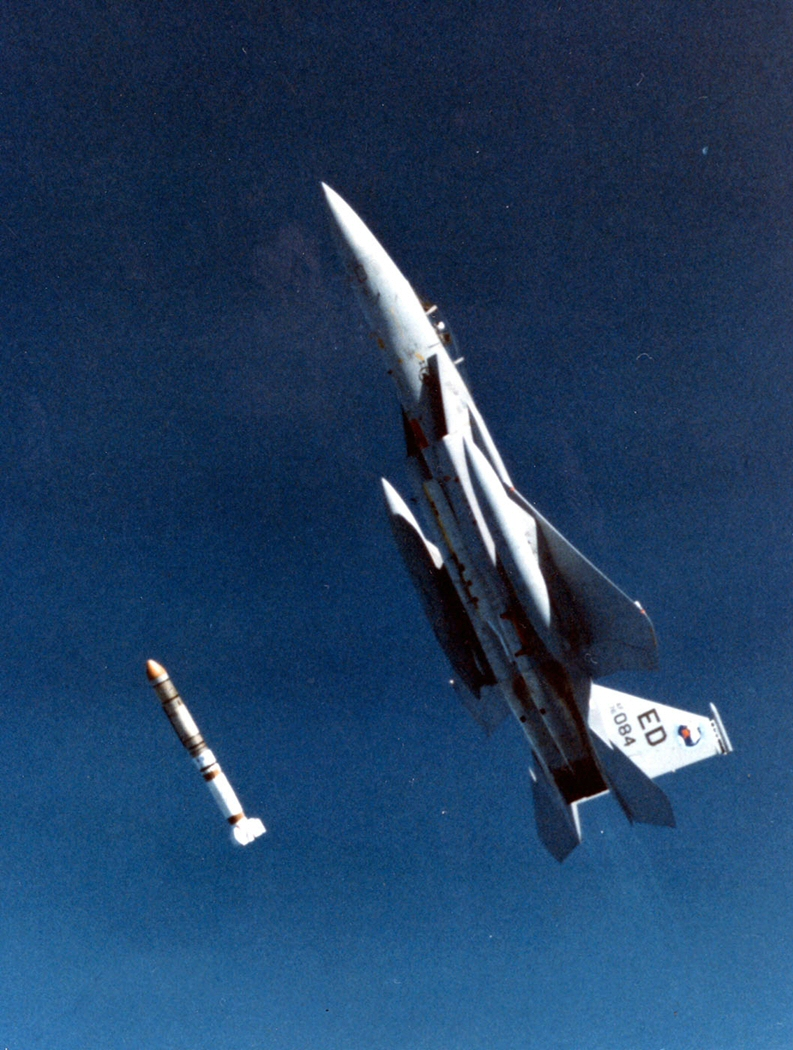
Исторический момент: Даг Пирсон запускает ракету по спутнику P78-1

Первое и последнее применение ракеты класса «воздух—космос» против спутника на орбите состоялось 13 сентября 1985 года в 20:43 по универсальному времени (или в 12:43 по местному калифорнийскому времени, откуда был произведён пуск) по исследовательскому спутнику Министерства обороны P78-1, который находился в работоспособном состоянии на орбите высотой 600 км, но подлежал снятию с эксплуатации в связи с превышением регламентированного срока безаварийной работы. Указанное обстоятельство (работоспособность спутника и функциональная пригодность для проведения научных исследований) вызвала протесты в научной среде. Тем не менее, 20 августа 1985 года Президент США Рональд Рейган санкционировал испытания ракеты по спутнику, а Министр обороны США Каспар Уайнбергер, на балансе которого находился указанный космический аппарат, отдал распоряжение передать спутник для использования в качестве космической мишени для нужд ВВС США. Первым в мировой военной истории сбившим спутник пилотом стал майор Даг Пирсон (Doug Pearson).

## Тактико-технические характеристики
- Самолёт-носитель — F-15A
- Устройство наведения ракеты на цель — ИК ГСН
- Маршевая скорость полёта — более 24000 км/ч
- Досягаемость по высоте (вертикальной дальности до цели) — 560 км
- Досягаемость по дальности (горизонтальной) — 648 км
- Высота пуска — 15…24 км
- Длина — 5420 мм
- Диаметр корпуса — 510 мм
- Стартовая масса — 1180 кг
- Масса БЧ — 15,4 кг
- Тип БЧ — кинетическая (Vought MHV)
- Разгонный двигатель — Lockheed SR75-LP-1
- Маршевый двигатель — Thiokol FW-4S
- Тяга маршевого двигателя — 27,4 кН (2794 кгс)
- Время работы маршевого двигателя — 27 сек
- Система управления вектором тяги — 63 боковых ускорителя